# Michelle Wörner
Michelle Wörner (Heilbronn, 1994. március 25. –) német női labdarúgó, aki jelenleg a Djurgården játékosa.

## Pályafutása

### Klubcsapatban
A TSG Heilbronn, az SC Abstatt és az FV Löchgau csapataiban nevelkedett, utóbbiban mutatkozott be a felnőttek között. 2010. augusztus 29-én az SC Sand elleni másodosztályú bajnoki mérkőzésen debütált. 2012. április 29-én az ETSV Würzburg elleni 6–1-re elvesztett mérkőzésen szerezte meg az első gólját a klubban. A szezon végén az élvonalban szereplő VfL Sindelfingen csapatába igazolt és az 1. FFC Turbine Potsdam ellen mutatkozott be. 2015 januárjában a svéd Sunnanå SK játékosa lett, majd 2016 júliusától a szintén svéd Djurgården csapatának a játékosa. 2017. október 30-án duplázott a KIF Örebro ellen.

### A válogatottban
2010 májusában két alkalommal pályára lépett a német női U16-os válogatottban a francia női U16-os válogatott elleni két mérkőzésen.